# NGC 6862
NGC 6862 is een balkspiraalstelsel in het sterrenbeeld Telescoop. Het hemelobject werd op 9 juli 1834 ontdekt door de Britse astronoom John Herschel.

## Synoniemen
- ESO 186-2
- IRAS 20049-5632
- PGC 64168